# Beat Curti

Beat Curti (1982)

Beat Alex Curti (* 4. November 1937 in Luzern) ist ein Schweizer Unternehmer im Detailhandels- und Medienumfeld.

## Ausbildung
Beat Curti studierte an der Universität Lausanne Önologie und Betriebswirtschaft und wurde dort 1971 mit einer Arbeit zum Thema «Standortbestimmung von Einkaufszentren» promoviert. Ausserdem absolvierte er an der Harvard Business School das Program for Management Development (PMD). Während sechs Jahren war er als Management-Berater für McKinsey in Europa, USA und Asien tätig.

## Medienbranche
1974 wurde Curti vom Verleger Max Frey ins Management der Jean Frey AG berufen: Als CEO sollte er im Sinne einer Übergangslösung das Unternehmen führen, bis Freys Sohn Marc diesen Posten übernehmen würde. In dieser Funktion brachte Curti das Wirtschaftsmagazin Bilanz auf den Markt. 1981 trat Curti die Verlagsleitung an Marc Frey ab.
Bereits 1979 kaufte Curti aus eigenen Mitteln den Beobachter, die damals auflagenstärkste Zeitschrift der Schweiz, von dessen damaligem Besitzer Max Ras. Als Max Frey 1981 die Titel Annabelle, Zürcher Tagblatt und Züri Leu an die heutige Tamedia verkaufte und Hans Heinrich Coninx das Gratisblatt Züri Leu umgehend einstellte, etablierte Curti an dessen Stelle die Züri-Woche, eine rechtsbürgerliche Zeitung mit dem Chefredaktor Karl Lüönd. Die Züri-Woche wie auch der Beobachter waren im Inserategeschäft sehr erfolgreich und lieferten das Kapital für spätere Investitionen, etwa den Kauf des Börsig Verlags 1983 oder den Einstieg bei Radio Z 1984.
1986 lancierte Curti das Magazin Politik und Wirtschaft, als Konkurrenz zur Bilanz und – zusammen mit fünf regionalen Verlegern – die Gratiszeitung Neues Sonntagsblatt, als Konkurrenz zur SonntagsZeitung. Das Neue Sonntagsblatt musste jedoch bald wieder eingestellt werden, nachdem der Verlag der Berner Zeitung die Kooperation überraschend beendete. Erfolgreicher war das Joint Venture mit seinem ehemaligen Arbeitgeber, dem Jean Frey Verlag, der seit 1987 zur Omni Holding von Werner K. Rey gehörte: mit der Druckerei Winterthur entstand 1990 eine der modernsten und grössten Offsetdruckereien Europas.
Im Nachlassverfahren der Omni Holding sicherte sich Curti 1991 dann sowohl die Jean Frey AG als auch die Druckerei Winterthur AG und hatte so die Ausgangslage geschaffen, um gegen Ringier, Tages-Anzeiger und NZZ anzutreten. Aufgrund der schlechten Konjunktur musste er allerdings in den 1990er-Jahren diverse Titel redimensionieren oder einstellen. Dies sowie der gescheiterte Versuch einer Neuausrichtung der Weltwoche führten zum offenen Konflikt zwischen Curti und den Journalisten seines Verlags – insbesondere als gegen Curti 1994 im Bestechungsfall um den Zürcher Chefbeamten Raphael Huber Anklage erhoben wurde, die allerdings mit einem Freispruch endete. In der Folge verkaufte Curti den Verlag etappenweise an die Basler Zeitung.
In den 1990er-Jahren versuchte Curti auch im Bereich der elektronischen Medien Fuss zu fassen. 1992 erhielt er die Bewilligung für ein Schweizer Werbefenster auf RTL. Das Konzessionsgesuch der Curti Medien (zusammen mit anderen Schweizer Verlagen) für den Privatsender RTL Schweiz wurde hingegen 1994 abgelehnt. Ein Schweizer Programmfenster auf den beiden Kanälen RTL und Sat.1 musste im März 2000 nach sieben Monaten mangels Rentabilität eingestellt werden.
Wenig Erfolg hatte Beat Curti auch im Bereich der Online-Medien: Die als Content-Lieferantin für Web-Portale gegründete Swisscontent geriet in den Sog der New-Economy-Krise, als der Hauptkunde, das Portal Yellowgate der Schweizerischen Post, die Zusammenarbeit auflöste.
Mit seiner BC Medien Holding war Curti grösster Aktionär des Werbevermarkters Goldbach Media und ab Mitte 2001 Vizepräsident des Verwaltungsrats; dieses Engagement endete im August 2018 mit der Übernahme von Goldbach durch Tamedia.

## Detailhandel
Noch während seiner Tätigkeit beim Jean Frey Verlag übernahm Curti 1975 nach dem Tod seines Bruders Hans Edi Curti die Leitung der väterlichen Kolonialwarenfirma Curti & Co, die er mit dem Konkurrenten Hofer & Co zur Hofer & Curti AG fusionierte. Alfred Hofer und Beat Curti kauften in den folgenden Jahren verschiedene lokale Grosshandelsfirmen auf und machten daraus unter dem Namen Prodega Cash-and-Carry-Läden für Gastronomen und unabhängige Detailhändler (Abhol-Grosshandel), während Howeg die Gastronomie belieferte (Belieferungs-Grosshandel).
Den Einstieg in den Detailhandel schaffte Hofer & Curti 1982 durch den Kauf von Pick Pay von dessen Gründer Bruno Gideon (1931–2015), bei dem sich Curti gegen Karl Schweri durchsetzen konnte. Pick Pay profitierte davon, dass die Migros-Supermärkte keine alkoholischen Getränke und Tabakwaren verkaufen; durch gute Kontakte zur Migros-Führung erreichte Curti, dass er seine Läden in unmittelbarer Nähe zu Migros-Filialen einmieten konnte. 1989 kamen die Discount-Parfumerien von Fritz Steiger hinzu, welche später zu den Import Parfumerien wurden.
In sieben Jahren konnte Curti die Zahl der Pick-Pay-Filialen vervierfachen. Um das weitere Wachstum zu finanzieren, brachte er 1985 Prodega und 1986 Pick Pay an die Börse, behielt aber jeweils die Aktienmehrheit. Die letzte entscheidende Akquisition gelang Curti mit der Übernahme der Usego, wobei er sich wiederum gegen Karl Schweri durchsetzte: Dieser hatte bereits heimlich eine Mehrheitsbeteiligung an Usego erworben, konnte diese aber wegen des Widerstands der Hauptaktionäre – der drei Grossbanken Schweizerische Bankgesellschaft (SBG), Schweizerischer Bankverein (SBV) und Schweizerische Kreditanstalt (SKA) – nicht ins Aktienregister eintragen lassen. Die Pattsituation wurde 1990 so gelöst, dass Curti die Usego erwarb, während die ebenfalls zur Usego Trimerco Holding gehörende Waro an Schweri ging. Zudem sicherte Curti in einer geheimen Absprache zu, nicht mehr als 106 Pick-Pay-Filialen zu betreiben (die in direkter Konkurrenz zu Schweris Denner-Filialen standen).
Ein weiterer Unternehmensbereich entstand durch die schrittweise Übernahme der Schweizerischen Speisewagen-Gesellschaft (SSG) ab 1987. Die daraus entstandene Passaggio deckte verschiedene Bereiche der Reise-Verpflegung ab, neben Speisewagen, schliesslich auch Autobahnraststätten, Bahnhofbuffets, Flughafenrestaurants, und Schnellimbisse.
Im Mai 1999 fusionierte Curti die Bon appétit Holding und die Usego Hofer Curti (UHC) zur neuen Bon appétit Group, die mit knapp 6'000 Mitarbeitern einen Umsatz von 3,3 Milliarden Franken erwirtschaftete und sich stark im aufkommenden E-Commerce engagierte. Die expansive Strategie (u. a. Starbucks-Lizenz für die Schweiz und Österreich) führte allerdings zu einem ersten Finanzengpass, der Ende 2000 den Verkauf von Passaggio an Autogrill erforderlich machte. Das Platzen der Börsenblase 2002, die härter werdende Konkurrenz im Stammgeschäft durch Migros und Coop sowie enorme Kosten im IT-Bereich führten schliesslich zu einer akuten Krise. Weitere Unternehmenseinheiten mussten abgestossen werden: Die Starbucks-Lizenz wurde zurückgegeben, der Onlinehandel «Le Shop» Anfang 2003 ausgegliedert und später an die Migros verkauft, die Gourmet Factory von Jelmoli übernommen. Die von der Handelszeitung Curtis „Lebenswerk“ genannte Bon appétit Group verkaufte Curti mit einer Weiterbestandsklausel unter Wert und unter voller Transparenz aller Schwächen an die deutsche Rewe Group. Der Verkaufserlös am 11. Juni 2003 entsprach mit 266 Mio. Franken etwa acht Prozent eines Jahresumsatzes der Gruppe.

## Diverses
Beat Curti war von 1970 bis 1975 mit Monika von Stockar verheiratet. Er lebt in zweiter Ehe mit Regula Curti. Bei der Hochzeit der gemeinsamen Freundin Tina Turner nahm er 2013 die buddhistische Trauungszeremonie vor.